# 焖子

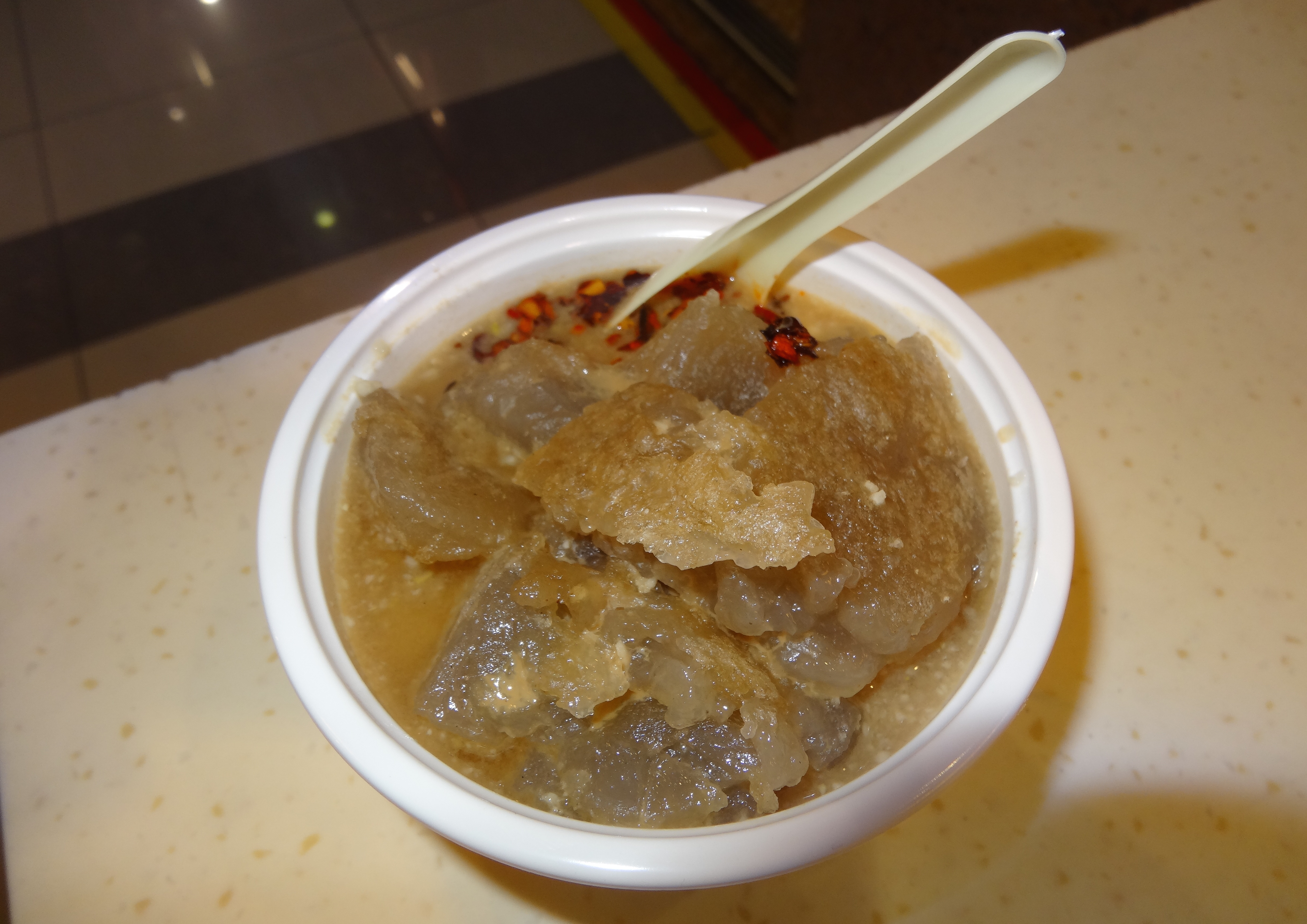
大连焖子

焖子是在流行于中国胶东半岛、辽东半岛、河北、河南和天津等地区的特色小吃。在大连、烟台、丹东、唐山、定州、天津、秦皇岛等地皆有分布。主要成分为淀粉制成的凉皮、凉粉等，并佐以芝麻酱等制成。

## 来历
关于焖子的来历有多种说法，下面为其中一种说法：
|  | 一百多年前，有门氏两兄弟去烟台晒粉条。 有一次刚将粉胚制好，遇上了连阴天，粉条晒不成，面胚要酸坏。 情急之下，门氏兄弟将乡亲们请来用油煎粉胚，加蒜拌着吃。 众人吃后异口同声说好吃、有风味。于是便帮门氏兄弟支锅立灶煎粉胚卖。 尽管人们都说好吃，但问此食品叫什么名，却谁也说不出。 其中一人认为这是门氏兄弟所创，又用油煎焖，就脱口而出叫‘焖子’。 |

## 制作方法

### 烟台焖子
烟台焖子以凉粉为主要原料。将凉粉切成小块，用锅煎到凉粉外边成焦状，并佐以虾油、酱油、芝麻酱、蒜汁等调料上桌即可。味道类似北京的煎灌肠。

### 大连焖子
以淀粉为原料，加水蒸熟成糕状，用油煎至外表焦黄，淋以蒜泥、芝麻酱、酱油调制的酱汁，即可食用，是一种深受老百姓喜欢的地方小吃；随着当地人们物质生活水平的提高，对其配料加以改良，配以各种海鲜为原料烹制的酱料，并取名为“三鲜焖子”，使这种地方小吃得以进入高档酒店。

### 禹州焖子
其实严格来说叫许昌焖子会更好，许昌地区农村以前手工做法如下：
选取红薯粉芡和红薯粉条，红薯粉条煮软，掺红薯粉芡揉均匀如果冻状，蒸锅锅篦垫白菜叶蒸透，热的时候沾蒜汁好吃；冷却之后可以炒菜炖菜；炒菜一般最好配蒜苗之类的蔬菜，油要大一点，因为很吸水，所以注意加水不要粘锅，但是也不能过多炒碎；炖菜就容易了，切片或者块扔炖菜里热透即可，不容易炖烂的。
有一些使用粉芡直接做出来如果冻般那样的焖子，常见于超市等用于销售的地方，农村人觉得不正宗，不过也凑合能吃。

### 定州焖子
定州俗称：焖子、猪肉焖子、肉灌肠。 　　 
它之所以好吃，是因为它由精选的瘦猪肉和定州特制的山药粉面灌制而成 ，不肥不腻，香味浓郁。 
定州的焖子传程着各家的风格，各有特色。东街焖子，生产公司焖子，寨西店的焖子都特别受欢迎 其中以生产公司的最具代表性。